# Облівіон 2
«Облівіон 2: Відсіч» (англ. Oblivion 2: Backlash) — американський фантастичний фільм 1996 року.

## Сюжет
Місто посеред всесвіту, прозване Містом Забуття, відновлюється після загибелі жорстокого диктатора Редея. Життя налагоджується, але ненадовго. Леш, колишня коханка диктатора і його брат Джаггар знову замишляють лихе.

## У ролях
- Річард Джозеф Пол — Зак Стоун
- Джекі Суонсон — Метті Чейз
- Ендрю Дівофф — Джаггар, Ейнштейн
- Мег Фостер — Стелл Барр
- Айзек Хейз — Бастер
- Джулі Ньюмар — міс Кітті
- Карел Стрейкен — Гонт
- Джордж Такеї — Док Валентайн
- Мюзетта Вандер — Леш
- Джиммі Ф. Скеггс — Бютео
- Ірвін Кіз — Борк
- Максвелл Колфілд — Суїні
- Майк Дженовезе — Маршалл Стоун
- Френк Роман — Вормхол
- Брент Хафф — Лонг Джон
- Джефф Молдован — Спаннер
- Майкл С. Махон — Сайдкік
- Джо Муцио — двоголовий
- Крейг Ентоні Муцио — двоголовий
- Тім Міллер — Смердючий Тарнкот
- Пітер Девід — Ковхенд
- Надін Емілі Войндроу — Жозефіна
- Сем Ірвін — хлопчик для биття
- Гюнтер Девід — Скам'янілий Ковбой, в титрах не вказаний